# Denver Broncos 1973
La stagione 1973 dei Denver Broncos è stata la 4ª della franchigia nella National Football League, la 14ª complessiva e la seconda con John Ralston come capo-allenatore.

## Calendario
| Stagione regolare |                        |           |                                 |        |
| Turno             | Avversario             | Risultato | Stadio                          | Record |
| 1                 | Cincinnati Bengals     | V 28–10   | Mile High Stadium               | 1–0    |
| 2                 | San Francisco 49ers    | S 34–36   | Mile High Stadium               | 1–1    |
| 3                 | Chicago Bears          | S 14–33   | Mile High Stadium               | 1–2    |
| 4                 | at Kansas City Chiefs  | S 14–16   | Arrowhead Stadium               | 1–3    |
| 5                 | at Houston Oilers      | V 48–20   | Astrodome                       | 2–3    |
| 6                 | Oakland Raiders        | P 23–23   | Mile High Stadium               | 2–3–1  |
| 7                 | at New York Jets       | V 40–28   | Shea Stadium                    | 3–3–1  |
| 8                 | at St. Louis Cardinals | P 17–17   | Busch Memorial Stadium          | 3–3–2  |
| 9                 | San Diego Chargers     | V 30–19   | Mile High Stadium               | 4–3–2  |
| 10                | at Pittsburgh Steelers | V 23–13   | Three Rivers Stadium            | 5–3–2  |
| 11                | Kansas City Chiefs     | V 14–10   | Mile High Stadium               | 6–3–2  |
| 12                | Dallas Cowboys         | S 10–22   | Mile High Stadium               | 6–4–2  |
| 13                | at San Diego Chargers  | V 42–28   | San Diego Stadium               | 7–4–2  |
| 14                | at Oakland Raiders     | S 17–21   | Oakland–Alameda County Coliseum | 7–5–2  |

## Classifiche
| AFC West           | AFC West | AFC West | AFC West | AFC West | AFC West | AFC West | AFC West | AFC West | AFC West |
|                    | V        | S        | P        | PCT      | DIV      | CONF     | PF       | PS       | Str.     |
| ------------------ | -------- | -------- | -------- | -------- | -------- | -------- | -------- | -------- | -------- |
| Oakland Raiders    | 9        | 4        | 1        | .679     | 4–1–1    | 7–3–1    | 292      | 175      | V4       |
| Kansas City Chiefs | 7        | 5        | 2        | .571     | 4–2      | 6–4–1    | 231      | 192      | V1       |
| Denver Broncos     | 7        | 5        | 2        | .571     | 3–2–1    | 7–2–1    | 354      | 296      | S1       |
| San Diego Chargers | 2        | 11       | 1        | .179     | 0–6      | 1–9–1    | 188      | 386      | S4       |